# باکره با شلوار داغ
«باکره با شلوار داغ» (انگلیسی: The Virgin with the Hot Pants) فیلمی آمریکایی در سبک پورنوگرافی است که در سال ۱۹۲۳ منتشر شد. این فیلم، نخستین فیلم پورنوگرافی است که در آن از انیمیشن استفاده شده است.